# The Best Of...
The Best Of... è una raccolta di brani della Oi! band Klasse Kriminale.

## Brani
1. Generazione Distruttiva
2. I Kids Devono Rimanere Liberi
3. Non Fermarti Mai
4. Get Up Stand Up
5. Scritte Sopra i Muri
6. Ci Incontreremo Ancora Un Giorno (Live)
7. Giusto O Sbagliato
8. Noi Non Moriremo Mai
9. Ragazzi Come Tu & Me
10. Rude Boys Outta Jail
11. Oi! Fatti Una Risata
12. Faccia a Faccia
13. Goal! (Live)
14. C'Era un Giovane che Disse
15. Johnny Too Bad
16. Giovani Skins Senza una Chance
17. Sappiamo da Dove Veniamo
18. Birra Donne e Ciminiere
19. Lungo il Fiume di Zinola
20. If The Kids Are United